# Justo Vicente López Aveledo

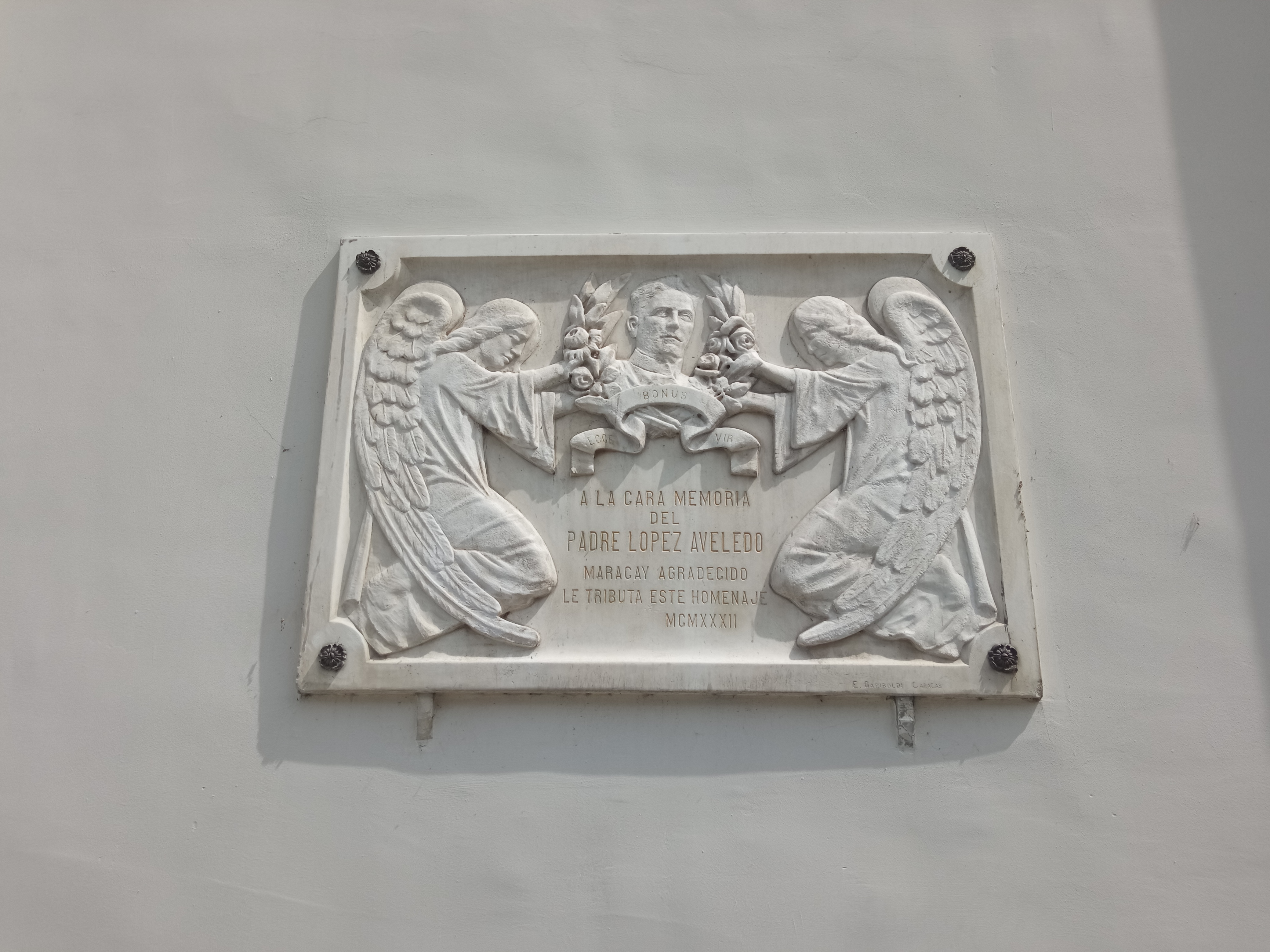
Relieve conmemorativo a la memoria del padre López Aveledo en la fachada externa de la Catedral de Maracay

Justo Vicente López Aveledo (Caracas, 9 de agosto de 1863 - Los Teques, 30 de enero de 1917) fue un sacerdote católico venezolano, fundador del hospital de San José de Maracay y de las Agustinas Recoletas del Corazón de Jesús.

## Biografía
Justo Vicente López Aveledo nació en Caracas el 9 de agosto de 1863, en el seno de una familia hispano-venezolana. Sus padres fueron Felipe López y Emilia Aveledo. Su madre muere pocos años después y su padre se encargó de que recibiera educación cristiana. A pesar de los bajos recursos de su familia se las ingenió para ingresar al seminario en calidad de semi-internado, con la ayuda de sus compañeros de clases, que les daban hasta de comer. Le concedieron licencia de vestir la sotana y los gastos corrieron por pare de una familia rica. Fue ordenado diácono el 22 de marzo de 1890. Fue ordenado presbíetero el 28 de septiembre de ese mismo año y celebra su primera eucaristía el 12 de octubre siguiente.
Críspulo Uzcátegui, arzobispo de Caracas, lo designó a la parroquia de Maracay. En los alrededores de su parroquia vio muchos moribundos y necesitados viviendo en las calles, lo que le recordó su humilde situación y decidió hacer algo para ayudarles. Con la ayuda de algunas familias influyentes de la ciudad construyó un hospital para acoger a estos pobres. En 1899, López nombra a Laura Evangelista Alvarado Cardozo como directora y ecónoma del hospital. Con esta y otras jóvenes colaboradoras, dio inicio, el 22 de enero de 1901, a la Congregación de Hermanas Agustinas Recoletas del Corazón de Jesús, para dedicarse a los enfermos y a los huérfanos. Vicente López murió el 30 de enero de 1917 en Los Teques, debido a una tuberculosis pulmonar y fue enterrado en la Casa de las Agustinas Recoletas.